# Duchi di Ferrara
Il ducato di Ferrara, o più correttamente il ducato di Ferrara, Modena e Reggio fu uno stato di epoca rinascimentale, che ebbe come capitale Ferrara ed esistette dal 1452 al 1598. Al suo governo vi furono cinque duchi, tutti appartenenti alla casata Estense. Non va confuso con il Ducatus Ferrariae altomedievale, guidato da "Duces" fino all'età comunale.

## Storia
Riguardo al ducato occorrono due premesse, una inerente agli antichi Stati italiani ed una riferita al titolo.
Riguardo allo Stato, il ducato di Ferrara riguardò esclusivamente il rapporto tra Este e Stato Pontificio, in quanto la casata aveva ottenuto la città ed i territori ad essa legati come feudo papale, quindi il signore di Ferrara poteva ricevere l'investititura, la riconferma o la perdita di tale diritto esclusivamemte con un atto papale.
Riguardo al titolo ducale o ogni altro titolo dei signori di Ferrara, a partire dal 1264 gli Estensi mantennero il dominio di Ferrara col titolo prima di signore poi di  marchese e Borso, il primo duca, in carica già dal 1450, iniziò il suo governo col titolo di marchese.
La questione è complicata dalla doppia investitura, papale ed imperiale, in quanto i duchi di Ferrara lo furono anche di Modena e Reggio (e di tutti i territori legati). Quindi la morte di Alfonso II, che non aveva avuto figli legittimi, fece perdere alla casata il titolo di duchi di Ferrara ma non quello di duchi di Modena e Reggio.

## Prima del ducato

### Tavola dei marchesi d'Este e Signori di Ferrara
| Nome             | Ritratto    | Data di nascita | Regno            | Regno            | Note |
| Nome             | Ritratto    | Data di nascita | Inizio           | Fine             | Note |
| ---------------- | ----------- | --------------- | ---------------- | ---------------- | --- |
| Azzo VI          |             | 1170            | 1209             | novembre 1212    | Capo dei Guelfi di Ferrara                                                                                              |
| Aldobrandino I   |             | 1190            | novembre 1212    | 1215             | Figlio di Azzo VI |
| Azzo VII Novello |             | 1205            | 1215             | 1222             | Figlio di Azzo VI; fu allontanato da Ferrara da Salinguerra Torelli, vi rientrò con il sostegno dei suoi alleati        |
| Azzo VII Novello | giugno 1240 | 1205            | 1264             |                  | Figlio di Azzo VI; fu allontanato da Ferrara da Salinguerra Torelli, vi rientrò con il sostegno dei suoi alleati        |
| Obizzo II        |             | 1247 circa      | 1264             | 13 febbraio 1293 | Nipote di Azzo VII; fu proclamato signore a vita, chiudendo il periodo comunale; fu anche signore di Modena e di Reggio |
| Azzo VIII        |             | ??              | 13 febbraio 1293 | 31 gennaio 1308  | Figlio di Obizzo II |
| Fresco           |             | ??              | 31 gennaio 1308  | 1309             | Figlio illegittimo di Azzo VIII; governò in nome del figlio Folco, nominato erede da Azzo; fugge a Venezia              |
| Aldobrandino II  |             | ??              | 31 gennaio 1308  | 1326             | Figlio di Obizzo II |

### Tavola dei marchesi d'Este, signori di Ferrara e Modena
| Nome                | Ritratto | Data di nascita   | Regno            | Regno            | Matrimoni | Note                                                                                            |
| Nome                | Ritratto | Data di nascita   | Inizio           | Fine             | Matrimoni | Note                                                                                            |
| ------------------- | -------- | ----------------- | ---------------- | ---------------- | --- | ----------------------------------------------------------------------------------------------- |
| Obizzo III          |          | 14 luglio 1294    | 1326             | 30 marzo 1352    | (1) Jacopa Pepoli (2) Lippa Ariosti undici figli                                                                       | Figlio di Aldobrandino II; divise inizialmente il potere con i fratelli Rinaldo III e Niccolò I |
| Aldobrandino III    |          | 14 settembre 1335 | 30 marzo 1352    | 3 novembre 1361  | Beatrice da Camino due figli e una figlia                                                                              | Figlio di Obizzo III e Lippa Ariosti, nato illegittimo                                          |
| Niccolò II lo Zoppo |          | 17 maggio 1338    | 3 novembre 1361  | 26 marzo 1388    | Verde della Scala una figlia                                                                                           | Figlio di Obizzo III e Jacopa Pepoli                                                            |
| Alberto V           |          | 27 febbraio 1347  | 26 marzo 1388    | 30 luglio 1393   | Giovanna de' Roberti nessun figlio                                                                                     | Figlio legittimato di Obizzo III                                                                |
| Niccolò III         |          | 9 novembre 1383   | 30 luglio 1393   | 26 dicembre 1441 | (1) Gigliola da Carrara nessun figlio (2) Parisina Malatesta un figlio e due figlie (3) Ricciarda di Saluzzo due figli | Figlio legittimato di Alberto V; dal 1409 estese il suo dominio anche su Reggio                 |
| Leonello            |          | 21 settembre 1407 | 26 dicembre 1441 | 1º ottobre 1450  | Margherita Gonzaga un figlio                                                                                           | Figlio legittimato di Niccolò III                                                               |
| Borso               |          | 24 agosto 1413    | 1º ottobre 1450  | 14 aprile 1471   | - | Figlio legittimato di Niccolò III; dal 18 maggio 1452 Duca di Modena e Reggio                   |

## Ducato di Ferrara, Modena e Reggio Emilia
- Nel 1471 Borso d'Este ottenne il titolo ducale dal Pontefice (del quale gli Estensi erano formalmente feudatari per Ferrara), e con questo il diritto di trasmetterlo ai suoi eredi. Poco tempo dopo il suo ritorno da Roma, Borso, il primo duca di Ferrara, morì.
- Ercole I d'Este (1471-1505) fu il secondo Duca di Ferrara e portò la città al suo massimo splendore. Con il suo governo, nel 1492, si realizzò l'Addizione Erculea, un ampliamento urbano della città concepito dall'architetto Biagio Rossetti in senso rinascimentale e moderno. Per questo Ferrara venne chiamata la prima città moderna d'Europa[1].
- Il governo di Alfonso I d'Este (1505-1534) riuscì a superare una fase difficile a livello politico, destreggiandosi tra l'impero tedesco e la Francia. Il duca sposò in seconde nozze Lucrezia Borgia. Al servizio del cardinale Ippolito d'Este (fratello di Alfonso) scrisse e operò Ludovico Ariosto.
- Il governo di Ercole II d'Este (1534-1559) affrontò, tra gli altri, i problemi col papato legati alla fede calvinista della moglie Renata di Francia.
- Alfonso II d'Este (1559-1597) fu l'ultimo Duca di Ferrara. Alla sua corte fu legato il poeta Torquato Tasso. Nonostante le sue tre nozze non ebbe figli, e con lui si estinse il ramo principale della famiglia.

### Tavola dei duchi di Ferrara, Modena e Reggio Emilia
| Nome       | Ritratto | Data di nascita  | Regno           | Regno           | Matrimoni | Note                              | Nº |
| Nome       | Ritratto | Data di nascita  | Inizio          | Fine            | Matrimoni | Note                              | Nº |
| ---------- | -------- | ---------------- | --------------- | --------------- | --- | --------------------------------- | -- |
| Borso      |          | 24 agosto 1413   | 14 aprile 1471  | 20 agosto 1471  | - |                                   | 1  |
| Ercole I   |          | 26 ottobre 1431  | 20 agosto 1471  | 25 gennaio 1505 | Eleonora d'Aragona cinque figli e due figlie                                                                   | Figlio di Niccolò III e Ricciarda | 2  |
| Alfonso I  |          | 21 luglio 1476   | 25 gennaio 1505 | 31 ottobre 1534 | (1) Anna Maria Sforza nessun figlio (2) Lucrezia Borgia quattro figli e due figlie                             | Figlio di Ercole I                | 3  |
| Ercole II  |          | 4 aprile 1508    | 31 ottobre 1534 | 3 ottobre 1559  | Renata di Francia due figli e tre figlie                                                                       | Figlio di Alfonso I               | 4  |
| Alfonso II |          | 22 novembre 1533 | 3 ottobre 1559  | 27 ottobre 1597 | (1) Lucrezia de' Medici nessun figlio (2) Barbara d'Austria nessun figlio (3) Margherita Gonzaga nessun figlio | Figlio di Ercole II               | 5  |

## Dopo la devoluzione. Il ducato di Modena e Reggio
Il ramo cadetto più prossimo era quello di Montecchio, che discendeva da Alfonso I e Laura Dianti, i quali forse non avevano contratto matrimonio.
Il Pontefice dichiarò illegittima la successione di Cesare d'Este-Montecchio e si consumò così la devoluzione di Ferrara allo Stato Pontificio. 
Gli Estensi quindi mantennero il titolo ducale esclusivamente sul Ducato di Modena e Reggio, feudo imperiale.